# Маслов, Николай Иванович (сенатор)
Николай Иванович Маслов (12 января 1734 — 1 ноября 1803) — действительный тайный советник, сенатор, генерал-рекетмейстер, главный попечитель воспитательных домов России. Младший брат генерал-поручика И. И. Маслова. Владелец усадьбы Истомино.

## Биография
Внук обер-прокурора Анисима Семёновича Маслова. Отец Иван Маслов, генерал-майор, в 1733 г. состоял адъютантом при Минихе. Мать Мария Фёдоровна, овдовев, в 1755 г. проживала с детьми в приходе церкви Рождества Богородицы в Столешках.
В 14 лет записан на военную службу, принимал участие в Семилетней войне, в 1765 г. секунд-майор, в 1767 г. экзекутор 3-го департамента Сената. В Уложенной комиссии представлял дворянство Каширского уезда.
В боях с турками обратил на себя внимание командующего П. А. Румянцева, быв ранен в голову и руку. Награждён за храбрость орденом Св. Георгия 4-го класса (№ 29, от 22.09.1770 г.).
В 1772 г. полковник Маслов исполнял в Санкт-Петербурге должность генерал-рекетмейстера. В следующем году (21 апреля) утверждён генерал-рекетмейстером с чином действительного статского советника.
В 1780 г. назначен сенатором с чином тайного советника. Через два года получил орден Св. Анны. В 1784 г. вместе с князем М. М. Щербатовым ревизовал Владимирское наместничество.
Зарекомендовал себя строгим сторонником соблюдения буквы закона. Однажды Екатерина II поручила Маслову рассмотреть дело, которое, по её мнению, было решено Сенатом несправделиво. Маслов, вникнув в существо вопроса, доложил императрице, что «сенатское постановление правильно и сообразно с уставами». — «Так те уставы несообразны с истиной», — возразила ему императрица. — «Ваше Величество властны их переменить, но до тех пор никто иначе не должен действовать, ибо тем нарушаются правосудие, собственность», — отвечал ей Маслов и настоял на своём.
Сенатор Маслов внёс личный вклад в создание роскошного интерьера одного из лучших зданий екатерининской Москвы. В 1780-е гг. первый и второй директоры Московского благородного собрания — князь А. Б. Голицын и Н. И. Маслов — заложили свои имения в Московскую дворянскую опеку. На вырученные средства они профинансировали перестройку М. Ф. Казаковым здания на углу Большой Дмитровки и Охотного Ряда, в котором и разместилось благородное собрание. Так появился колонный зал Дома Союзов.
При Екатерине карьера Маслова не получила дальнейшего развития, однако Павел I не уставал показывать ему свою благосклонность и сравнял его по почестям с первейшими сановниками. В день своей коронации он сделал Маслова действительным тайным советником, в 1798 г. переменил носимую им ленту на александровскую, причислил Николая Ивановича к кавалерам большого креста Св. Иоанна Иерусалимского. Наконец, 19 июня 1800 г. (в один день с Кутузовым) он получил высший в империи орден Св. Андрея Первозванного.
Сохраняя пост сенатора, Маслов возглавлял с 09.11.1798 по 01.11.1803 Межевую канцелярию. В 1801 г. главный попечитель Московского опекунского совета. Вместе с императрицей Марией Фёдоровной работал над реорганизацией богоугодных заведений в России.
Умер в 1803 году и был погребён у главной дорожки (точнее, дорожки, идущей вдоль восточной стороны Большого собора) Донского монастыря. По данным ЦИАМ, основной частью  надгробия была бронзовая урна с обвивающей её бронзовой змеёй, стоящая на гранитной колонке фиолетового оттенка. Мария Фёдоровна, посещавшая могилу «достойного и почтенного» Маслова во время приездов в Москву, приказала поставить стекло над урной его надгробного памятника, чтобы сохранить его от повреждений.

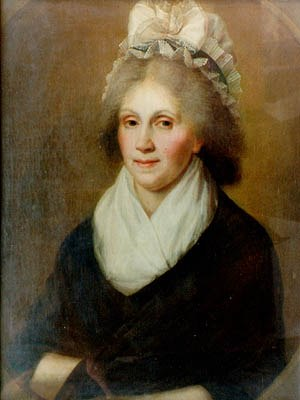
Александра Николаевна Хитрово, дочь (1790)

## Семья
Сенатор Н. И. Маслов оставил потомство от нескольких браков (первая жена — Вера Борисовна Горсткина; вторая — княжна Наталья Борисовна Голицына, 1750—18.7):
- Иван, в 1775 г. надворный советник[3].
- Алексей, в 1772 г. поручик Преображенского полка, вышел в отставку подполковником; уехал от кредиторов в Сибирь, где проживал в безвестности[7]. Закончил начатый Порошиным перевод романа Прево «Аглинский философ». Г. Р. Державин (которому он одолжил денег на экипировку) характеризует своего бывшего приятеля как «человека довольно умного, честного и с нарочитыми в словесности, а особливо на французском языке, сведениями, но при всём том ветреного и мота»[8].
- Александра (1754—1829), жена д.с.с. Захара Алексеевича Хитрово (1746—1798), назвала именем отца своего сына Николая Хитрово, чьё имя, в свою очередь, носит Хитровская площадь.
- Борис (25.04.1779[9]— ?), крещен 25 апреля 1779 года в церкви Введения во храм Пресвятой Богородицы лейб-гвардии Семёновского полка при восприемстве князя П. Б. Голицына и тетки княжны Е. Б. Голицыной.